# Clec, Banatul Central

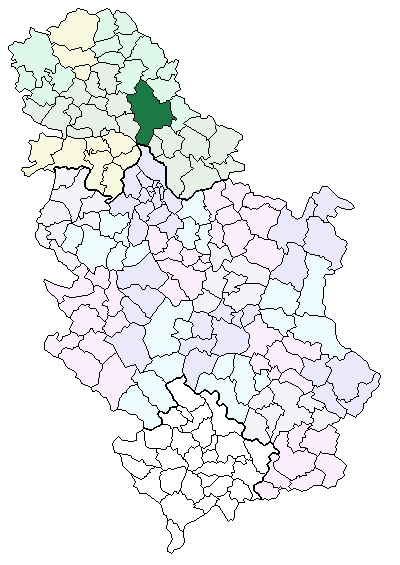
SLocalitatea municipalităţii Zrenjanin în Serbia

Clec (sârbă Клек, cu alfabetul latin: Klek, maghiară Begafő, germană Klek) este o localitate în Districtul Banatul Central, Voivodina, Serbia.

## Istorie

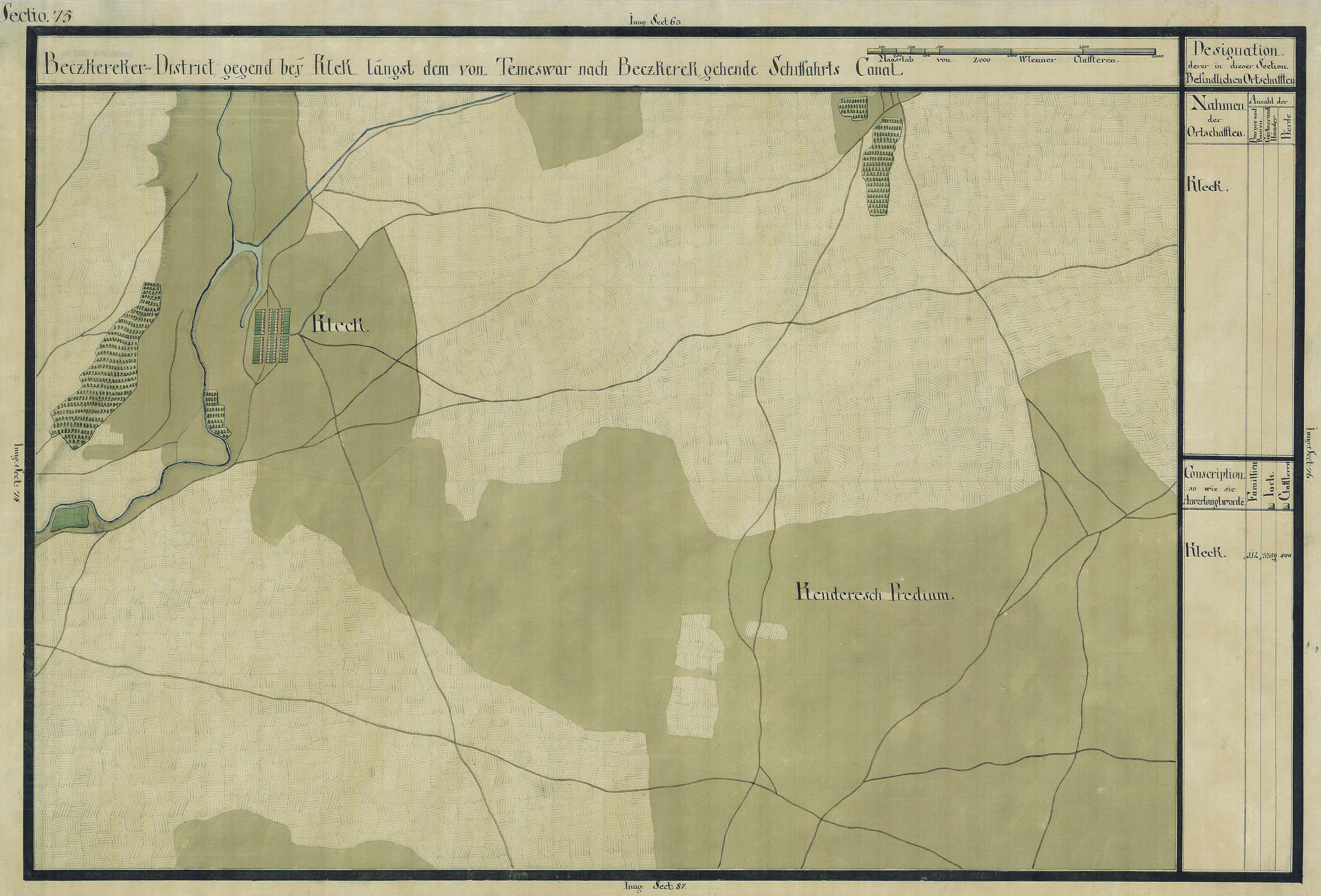
Clec în Harta Iosefină a Banatului, 1769-72

Localitatea a fost înființată în anul 1765 prin colonizarea cu români de pe Mureș. La scurt timp după venirea lor, aici s-au așezat și sârbii. Cu toate acestea, ei părăsesc Clecul pe la 1783-1784 pentru a se muta în Granița militară. Datorită condițiilor de trai deosebit de grele, a birurilor pe care trebuiau să le plătească nobilimii, românii din Clec, împreună cu alte familii din Becicherecu Mare, au cerut autorităților să fie mutați la Ovcea, pe atunci nepopulată, aflată și ea în Granița militară. Autoritățile austriece intenționau în schimb să-i mute pe români la Petrovasâla, unde existau multe locuri neocupate. În final, autoritățile i-au lăsat se mute la Ovcea, eveniment care a avut loc în 1815. Românii au rămas au fost puțini la număr iar în locul celor plecați, au fost colonizați germani. 
În 1921, dintr-un total de 1.338 de persoane, 154 erau de naționalitate română. Din cauza numărului mic, nu s-a înființat o parohie proprie. În perioada interbelică, ei au reușit în schimb să formeze un cor.

## Evoluția populației
- 1961: 1.796
- 1971: 1.940
- 1981: 2.344
- 1991: 2.729

## Personalități
- Lazăr Gruescu (1840 - 1870), politician, deputat în Dieta Ungariei.